# Sivi kamion crvene boje
Sivi kamion crvene boje è un film del 2004 diretto da Srđan Koljević.

## Trama
Fine del mese di giugno 1991. La Jugoslavia socialista si sta disfacendo dopo l'indipendenza della Slovenia e della Croazia. Ratko, un autista discromatopsico di camion, appena scarcerato e Suzana, giovane rockettara, girano il paese che ormai non esiste più con il camion. Incontreranno molte persone dalle sensibilità più disparate, specchio di un mondo che sta cambiando. 